# The Land Beyond the Sunset
The Land Beyond the Sunset er en amerikansk stumfilm fra 1912 af Harold M. Shaw.

## Medvirkende
- Martin Fuller som Joe
- Mrs. William Bechtel
- Walter Edwin
- Ethel Jewett
- Elizabeth Miller